# Комиссаров, Василий Иванович
Василий Иванович Комиссаров — советский хозяйственный, государственный и политический деятель.

## Биография
Родился в 1911 году в Волоколамске. Член КПСС.
В 1933—1935 — военнослужащий РККА.
В 1947 году — инструктор Московского горкома ВКП(б).
В 1948—1956 — секретарь, второй секретарь Ленинского районного комитета КПСС города Москвы.
В 1956—1960 — первый секретарь Ленинского районного комитета КПСС города Москвы.
В 1981 — заместитель председателя Московского территориального управления Госснаба СССР.
Делегат XXI съезда КПСС.
Умер после 1991 года в Москве.

## Награды
- Орден Трудового Красного Знамени (15.03.1957)
- Орден Дружбы народов (12.04.1981)
- Орден Красной Звезды (06.09.1947)